# پوپایان
پوپایان (به اسپانیایی: Popayán) یک سکونتگاه مسکونی در کلمبیا است که در بخش کائوکا واقع شده‌است.

## خصوصیات
پوپایان ۴۸۳٫۱۱ کیلومترمربع مساحت و ۲۶۵٬۷۰۲ نفر جمعیت دارد و ۱٬۷۶۰ متر بالاتر از سطح دریا واقع شده‌است.

## خواهرخوانده
شهر مالاگا خواهرخواندهٔ پوپایان هست.